# Saïd Hamrani
Saïd Hamrani est un footballeur international algérien né le 26 février 1962 à Boghni dans la wilaya de Tizi Ouzou. Il évoluait au poste de milieu de terrain.
Il compte quatre sélections en équipe nationale entre 1987 et 1988 en inscrivant un seul but.

## Biographie
Le 29 octobre 1988, Hamrani fait ses débuts internationaux avec l'Algérie dans un match amical contre l'Angola, marquant un but lors des premiers instants de la rencontre, un match qui se termine sur le score de 1-1. Au total, il joue quatre matchs pour l'Algérie en marquant un but.

## Palmarès
- Champion d'Algérie en 1989 et 1990 avec la JS Kabylie.
- Finaliste de la Coupe d'Algérie en 1987 avec le JS Bordj Menaïel.